# داود كتاب
داوود كتّاب (بالإنجليزية: Daoud Kuttab)‏ هو صحفي فلسطيني. ولد في بيت لحم في 1 أبريل 1955 ونشأ في القدس.
حصل على درجة البكالوريوس في إدارة الأعمال من (Messiah College Grantham) .
من أبرز أعماله، تأسيس وإدارة معهد الإعلام الحديث في جامعة القدس في رام الله في العام 1996. وفي المعهد أنشأ تلفزيون القدس التعليمي.
كما أنه مؤسس ومدير أول إذاعة إنترنت في العالم العربي (عمان نت AmmanNet) منذ العام 1999.
في العام 1995 أطلق «شبكة الإنترنت للإعلام العربي» (AMIN)، والتي تعتبر مشروعاً رائداً من نوعه يسعى لتوفير إعلام بديل باللغة العربية.
وهو مؤسس ورئيس معهد فيلم القدس في الفترة 1990-1995.
عمل ككاتب عمود في جريدة القدس اليومية في الفترة 1987-1993، وقد أجرى العديد من المقابلات مع عدد من الشخصيات مثل ياسر عرفات وإسحق رابين. كما أنه كان مدير تحرير في جريدة الفجر الأسبوعية الناطقة بالإنجليزية خلال الفترة 1982-1987. وقد عمل مراسلاً لدورية الصنارة التي تصدر من الناصرة في الفترة 1987-1992.

## كاتب أعمدة في الصحف التالية
- جوردان تايمز (The Jordan Times).
- عرب نيوز (arabnews).
- جلف نيوز (Gulf News).
- جيروزاليم بوست (The Jerusalem Post).
- بيروت تايمز (Beirut Times).

ولديه مقالات منشورة في النيويورك تايمز، والواشنطون بوست، واللوس أنجلس تايمز والفورين بوليسي (Foreign Policy) و Globe and Mail الكندية وفي ذي إيج (The Age) الأسترالية وهاآرتس الإسرائيلية ويوموري اليومية (Yomuri Daily)، في الرأي، وفي صحيفة دراسات فلسطين، والسبيل، والحدث.

## الأفلام
عمل كمدير تنفيذي للأفلام التالية:
- يوميات فلسطينية (Palestinian Diaries): عام 1989 لصالح قنوات في بريطانيا وهولندة.
- نحن شعب الرب (We Are God's People): عام 1990 لصالح قنوات في بريطانيا وهولندة.
- القدس تحت الحصار (Jerusalem Under Siege): عام 1991، من إنتاج تلفزيون القدس.
- ماردا، قصة أرض (Marda, a story of a land): 1992.
- على حافة السلام (On the Edge of Peace): عام 1994، لصالح قنوات في بريطانيا إسرائيل وأمريكا.
- وجهاً لوجه، حوار بين شباب من عمّان وسان فرانسيسكو.
- سلسلة حدث الكوكب ( Chat the Planet series).
- قصص سمسم: عام 2003.

## الجوائز
- جائزة حرية الصحافة من لجنة حماية الصحفيين في نيويورك.
- جائزة حرية الكتابة من PEN في الولايات المتحدة.
- بطل حرية الصحافة من المعهد الدولي للصحافة.
- شجاعة ومستقبل الإعلام من معهد لايبزغ للإعلام في ألمانيا.

## وصلات خارجية
- السيرة الذاتية لداوود كتّاب (بالإنجليزية)
- شبكة الإنترنت للإعلام العربي
- راديو عمّان نت